# NGC 3239
NGC 3239 este o interacțiune de galaxii situată în constelația Leul. A fost descoperită în 21 martie 1784 de către William Herschel. Se află la o distanță de 9,12 megaparseci de Pământ.